# Polynie

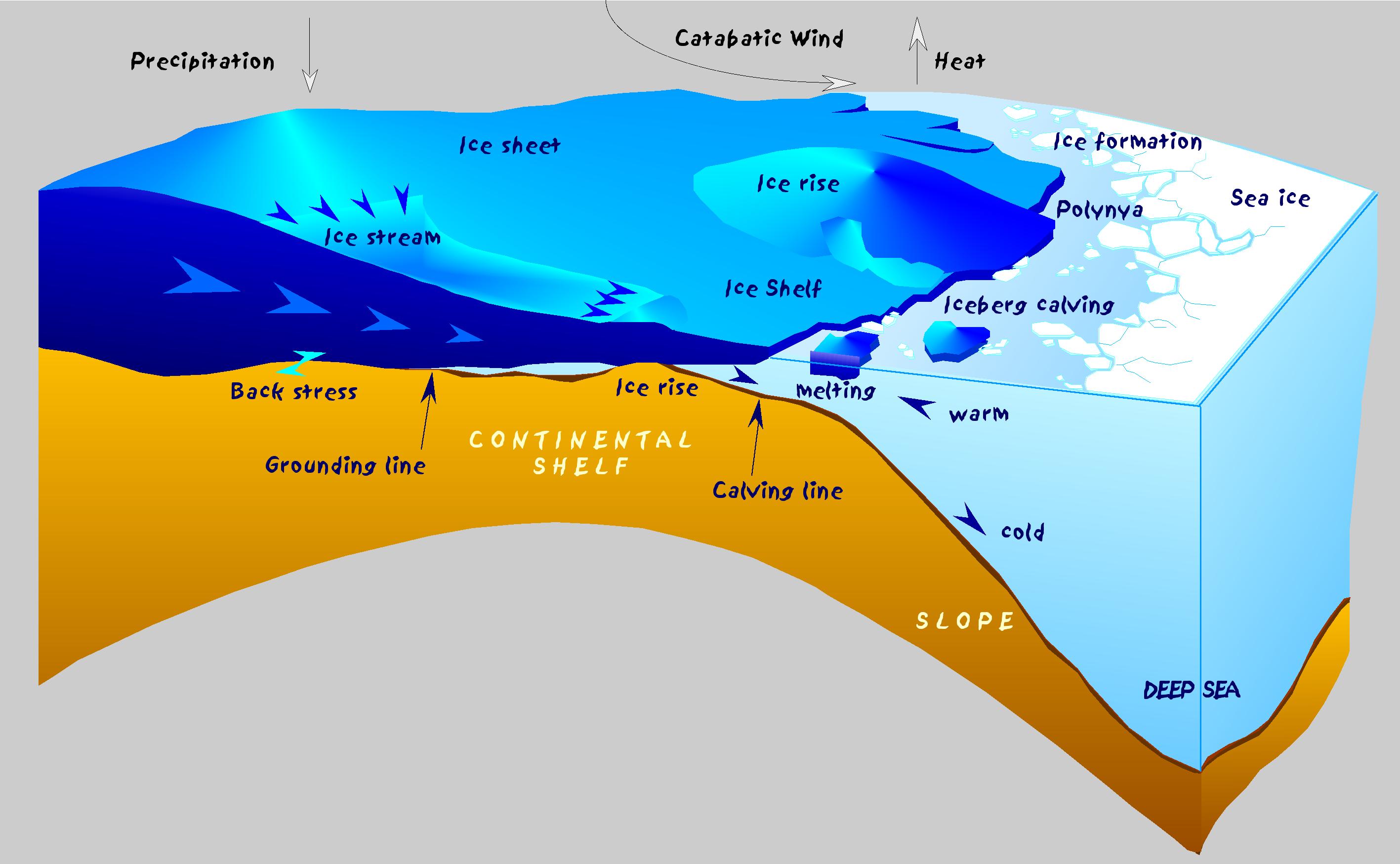
Schéma systému čela šelfového ledovce.

Polynie je plocha prostá ledu obklopená souvislým ledem vyskytující se hlavně v blízkosti pobřeží.

## Vznik
Vznikají:
- působením silných katabatických větrů vanoucích z antarktické pevniny – ty odtlačují ledová pole od pobřeží;
- přenosem tepla hlubinnou konvekcí – relativně teplejší voda je přinášena z nižších zeměpisných šířek.[1]

## Výskyt
Stabilních polynií se kolem Antarktidy vyskytuje více než 20.
Typické jsou polynie ve Weddellově moři:
- u Antarktického poloostrova,
- ve východní části.

Nejstabilnější polynie jsou v Rossově a Davisově moři.